# 더 리얼 오닐스
《더 리얼 오닐스》(영어: The Real O'Neals)는 2016년부터 2017년까지 방영된 미국의 시트콤이다.